# Heterostegane
Heterostegane är ett släkte av fjärilar. Heterostegane ingår i familjen mätare.

## Bildgalleri

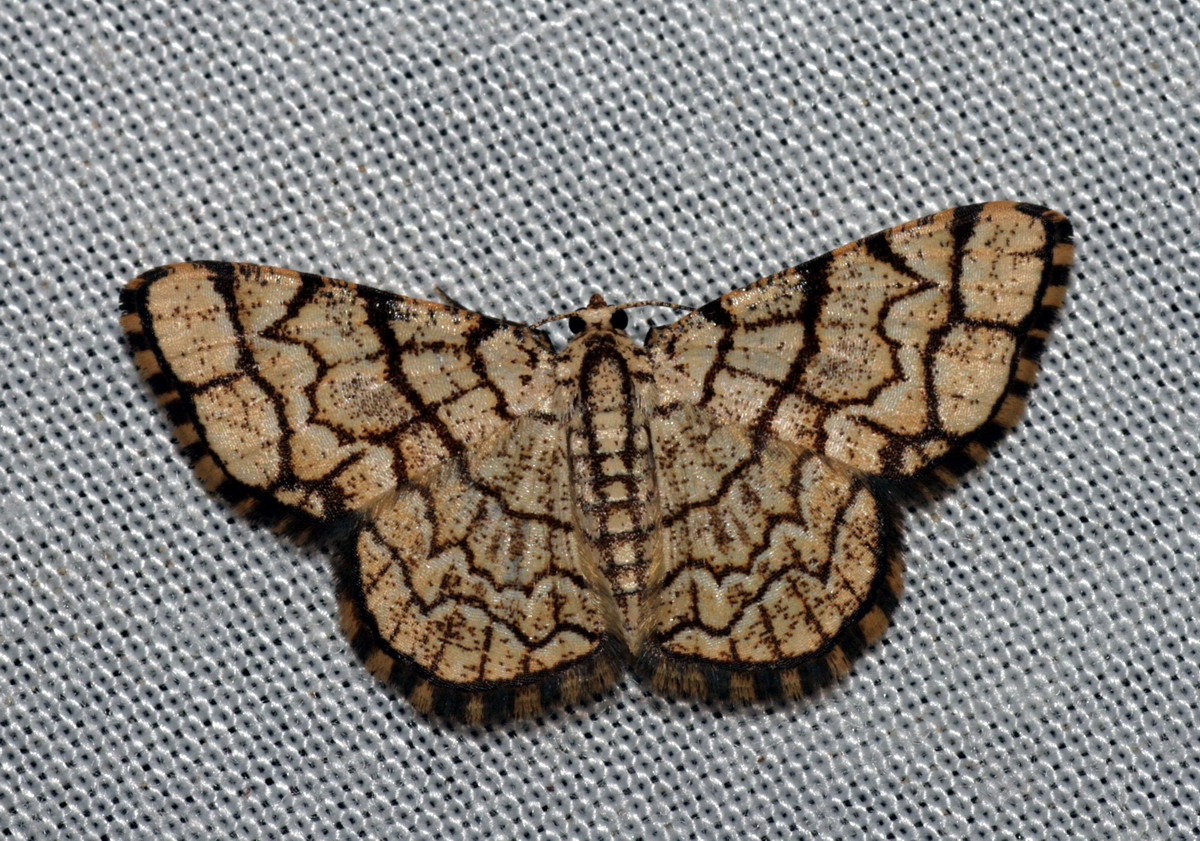

## Dottertaxa tillHeterostegane, i alfabetisk ordning[1]
- Heterostegane amputata
- Heterostegane arcuata
- Heterostegane aridata
- Heterostegane aurantiaca
- Heterostegane auranticollis
- Heterostegane bifasciata
- Heterostegane bilineata
- Heterostegane boghensis
- Heterostegane calidata
- Heterostegane cararia
- Heterostegane circumrubata
- Heterostegane contessellata
- Heterostegane eridata
- Heterostegane felix
- Heterostegane flavata
- Heterostegane flavidior
- Heterostegane honei
- Heterostegane hypobarys
- Heterostegane hyriaria
- Heterostegane incognita
- Heterostegane indularia
- Heterostegane infusca
- Heterostegane irroraria
- Heterostegane lala
- Heterostegane latifasciata
- Heterostegane limbata
- Heterostegane lungtanensis
- Heterostegane luteorubens
- Heterostegane macrographa
- Heterostegane maculifascia
- Heterostegane maxima
- Heterostegane minax
- Heterostegane minutissima
- Heterostegane monilifera
- Heterostegane pachyspila
- Heterostegane pleninotata
- Heterostegane quadrilineata
- Heterostegane rectifascia
- Heterostegane rectistriga
- Heterostegane retessellata
- Heterostegane robinsoni
- Heterostegane ruberata
- Heterostegane sciara
- Heterostegane sennarensis
- Heterostegane serrata
- Heterostegane subfasciata
- Heterostegane subtessellata
- Heterostegane synclines
- Heterostegane tenebrimedia
- Heterostegane thibetaria
- Heterostegane tritocampsis
- Heterostegane unimexa
- Heterostegane urbica
- Heterostegane warreni
- Heterostegane vetula